# Тиркизна боја
Тиркизна боја је боја између плаве и зелене. Реч тиркиз значи турско у француском језику јер се драги камен те боје углавном увозио из Турске.  Прва употреба речи тиркиз у енглеском језику је била 1573. године. 

## Тиркиз
Тиркиз је непрозиран полудраги камен плаве до зелене боје, по саставу нехидратизирани фосфат бакра и алуминијума, хемијске формуле . За накит се користи већ неколико хиљада година. Поред Европе и Азије, користили су га северноамерички и јужноамерички Индијанци. 
У многим културама Старог и Новог света овај драгуљ је хиљадама година цењен и сматран доносиоцем среће или талисманом. Најстарији докази за ову тврдњу пронађени су у старом Египту, где је откривен гробни намештај са тиркизом, који потиче из око 3000. године пре нове ере. У древном Персијском царству небескоплаво драго камење се носило око врата или као заштита од неприродне смрти. Ако су променили боју, сматрало се да носилац има разлога да се плаши приближавања опасности. У међувремену је откривено да тиркиз може променити боју. Промена може бити изазвана светлошћу или хемијском реакцијом коју изазивају козметика, прашина или киселост коже.
Тиркизна боја се може наћи на џамијама на Блиском истоку, Ирану и у Русији. 